# 덴드리머

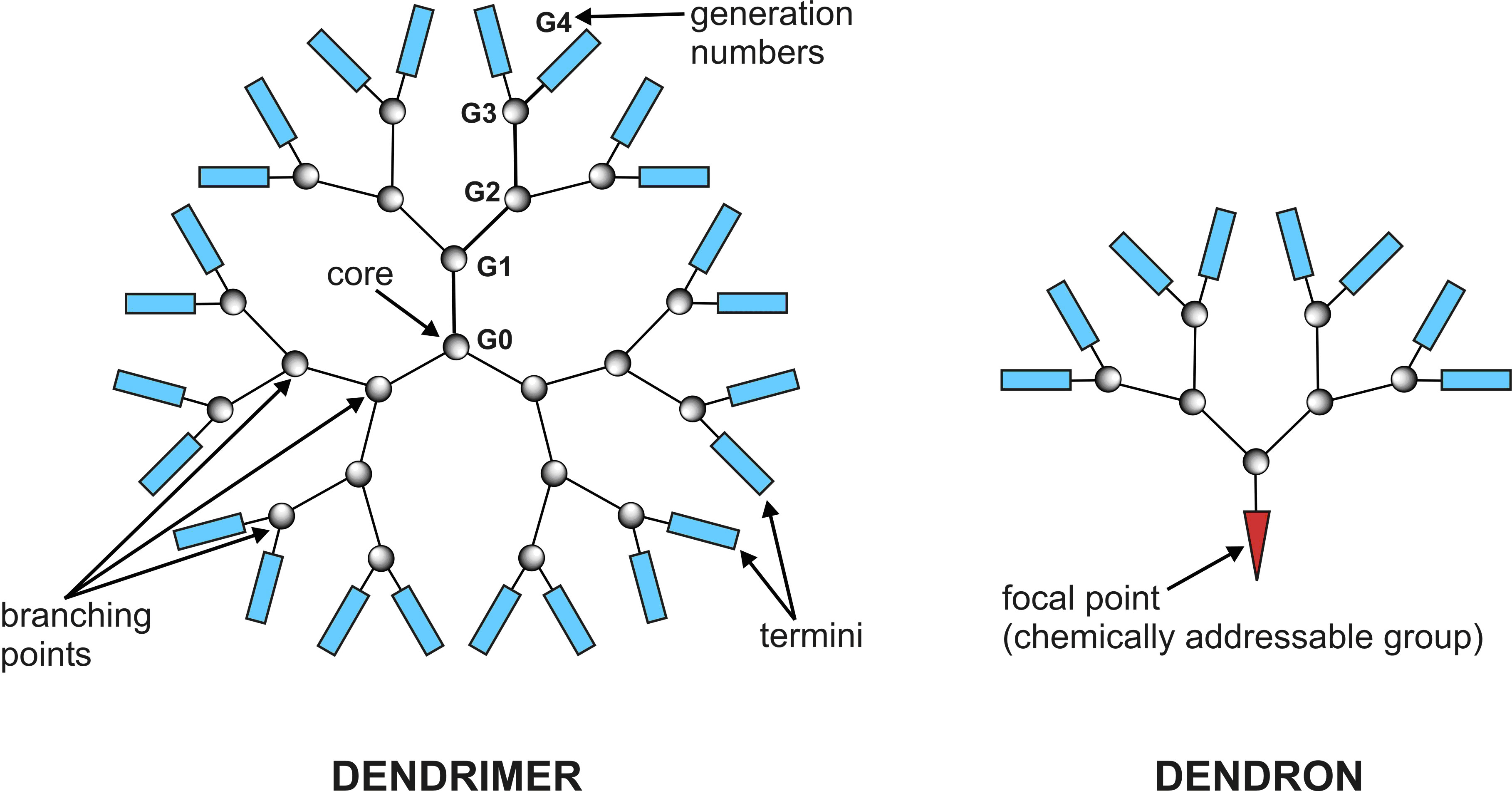
덴드리머와 덴드론.

덴드리머(Dendrimer)는 매우 질서화되어있고 규칙적 가지구조를 가지고 있는 거대 분자이다. 덴드리머는 디자인 및 화학 구조 관점에서 수많은 종류가 있지만 모두 공통된 특색이 있다. 중앙에 다기능 중심(core)을 가지고 있고, 이 중심은 연이은 가지 단위(branching unit)의 세대(generation)로 연경되어 있으며, 내부의 빈 공간(internal void)과 홈(channel)을 남기는 불완전한 공간 채움, 그리고 화학 작용기를 가질 수 있는 표면기(surface group)라고 하는 말단기로 된 바깥쪽 덮개가 있다. 덴드리머를 부르는 다른 말로는 알보롤과 연속형 분자가 있다. 일반적으로 덴드리머는 핵을 중심으로 대칭이고 럭비공형, 콘(Corn)형과 같은 종종 구형의 3차원 형태를 이룬다. 수지상돌기(dendron)이라는 단어를 자주 접하는데, 덴드론은 일반적으로 초점 작용기 또는 코어라고 부르는 화학적 주소 지정 가능한 하나의 그룹을 포함한다. 덴드리머와 덴드론의 차이점은 옆의 그림에 나와있다. 하지만 덴드론과 덴드리머는 일반적으로 교환될 수 있다.
최초의 덴드리머는 발산형 접근에 의해 1978년 Fritz Vögtle에 의해 만들어졌다. 그리고 1990년에 이르러 수렴형 합성 접근이 Craig Hawker and Jean Fréchet에 의해 소개되었다.
덴드리머
동일한 덴드리머 분자로 구성된 물질.
덴드리머 분자
단일 구성단위로부터 발하는 한 개 이상의 덴드론으로 구성되는 분자.
덴드론
하나의 자유 원자가를 갖는 분자의 일부로서 독점적인 수지상과 말단의 지속되는 반복 유닛으로 구성되고 어떠한 말단 군에서도 같은 수의 반복 단위를 포함한다. 참고 1: 지속적인 반복 유닛의 특성을 결정하기 위해 자유 원자가는 CRU에 대한 연결로 취급된다. 참고 2: 하나의 덴드론으로 구성된 덴드리머 분자는 때때로 덴드론, 모노덴드론 또는 작용화된 덴드론으로 지칭된다. 분자 또는 물질의 의미에 ‘덴드론’ 또는 ‘모노덴드론’이라는 단어의 사용은 허용되지 않는다. 참고 3: 덴드론에서 반복되는 단위의 거대 고리는 존재하지 않는다.

## 덴드리머의 특성
덴드리머는 다음과 같은 기본 특징을 갖는다.
1. 분자량을 예측하여 합성할 수 있다.
2. 중심 단위를 반영한 3차원적이며 명확한 공간 형태를 가진다.
3. 구성 단위, 표면 작용기에 따라 성질이 변한다. 특히 용해성은 표면 작용기에 따라 크게 좌우된다.
4. 같은 분자량의 선형 고분자와 비교하여 점도가 낮다.
5. 중심에서 표면 방향으로 갈수록 가지의 밀도는 점점 커지므로 사슬의 자유도는 표면 근처일수록 낮아진다.

수지상 돌기가 있는 분자는 구조적 완벽함이 특징이다. 덴드리머와 덴드론은 단분산이고 일반적으로 매우 대칭적이며 구 모양의 화합물이다. 덴드리머의 범주는 덴드리머와 덴드론을 포함하며 더 넓게는 덴드론화된 고분자(dendronized polymer), 초곁사슬 고분자(hyperbranched polymer)와 고분자 브러시(polymer brush)를 포함한다.

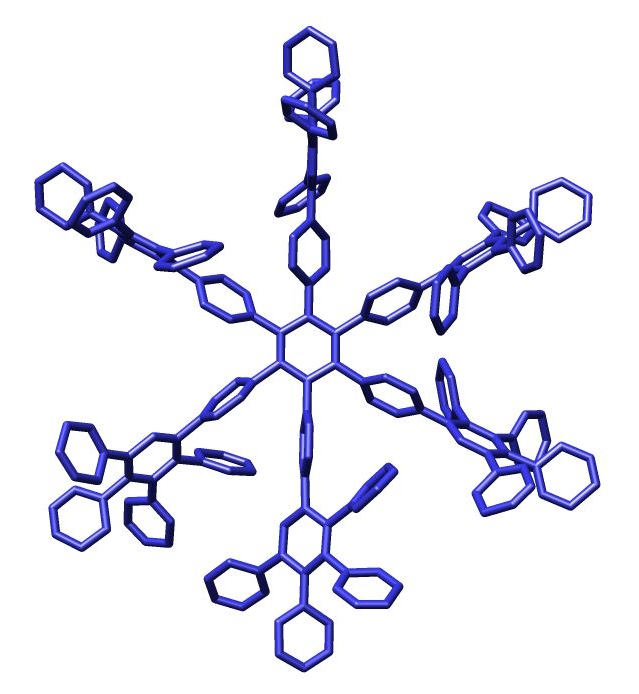
Müllen et al이 보고한 1세대 폴리페닐렌 덴드리머의 결정구조

덴드리머의 성질은 분자 표면의 작용기에 의해 특징이 된다. 하지만 내부의 작용성을 가지는 덴드리머도 존재한다. 작용선 분자의 수지상 캡슐화는 활성 부위의 분리를 허용한다.(바이오 소재의 활성 부위를 모방한 구조이다.) 덴드리머가 갖고 있는 내부 공간을 이용하여 특정 물질을 운반할 수 있는데, 이러한 특징을 이용하여 생체 및 촉매 기능을 갖는 덴드리머들이 만들어지고 있고, 약물 전달 기능과 광기능성을 갖는 덴드리머도 연구되고 있다. 또한 이것은 덴드리머를 대부분의 고분자와 달리 외벽의 전하 또는 다른 친수성기를 통해 수용성을 띠게 만든다. 다른 조정 가능한 덴드리머의 특징은 독성, 결정성, 구조-덴드리머 형성과 카이랄성이다.
덴드리머는 또한 세대에 의해 분류되는데 이는 합성 중에 수행되는 반복되는 가지 주기의 수를 의미한다. 예를 들어, 만약 덴드리머가 발산형 합성법에 따라 코어에 3번에 걸쳐 가지 반응을 수행했다면 그 결과를 3세대 덴드리머로 간주한다. 성공적인 세대 결과는 각각의 세대를 걸치면 이전 세대의 대략 2배의 분자무게를 가진다. 높은 세대의 덴드리머는 표면에 작용기가 많이 노출되어있는데 이것은 나중에 응용부분에서 원하는 대로 만들 때 사용된다.
단분산
덴드리머는 선형 고분자와는 달리 분자 구조가 잘 정의된 수지상 고분자의 한 종류이다. 단분산성은 연구자들이 잘 정의되고 재현 가능하며 확장 가능한 크기를 위한 도구로 작업할 수 있는 가능성을 제공한다. 이러한 단분산성은 질량 분석법, 크기 배제 크로마토 그래피(SEC), 겔 전기 영동법 투과전자 현미경법(TEM)에 의해 널리 확인되었다.
나노-크기와 모형
크기와 모양이 균일하고 잘 정의된 덴드리머는 세포막을 가로지르는 능력뿐만 아니라 신체로부터 조기 배출의 위험을 줄이기 때문에 생물의학 응용에서 두드러진 관심을 보인다. 덴드리머의 크기는 직경이 수 나노미터에서 수십 나노미터로 다수의 생물학적 구조와 크기가 유사하며 수지상 구조에 대한 높은 수준의 제어는 이상적인 운반자의 역할을 하게한다. 덴드리머 응집체에 대한 X-선 분석으로 최소한의 반발로 분자구조를 확산시키기 위해 하위 세대에서 상위 세대로 갈수록 형태가 점점 구형화 됨을 보였다. (이러한 높은 세대의 구형 덴드리머는 약물 분자를 포함할 수 있다.)
생체 적합성
독성과 상관없이 덴드리머는 세포 내 약물 전달 매개체로서 생물학적 장벽을 넘고, 임상효과를 발휘하는데 필요한 시간 동안 체내 순환을 하고, 특정 구조를 목표로 하는 능력 때문에 '스마트' 운반체로 여겨져 왔다. 덴드리머의 독성은 주로 그 주변에 존재하는 말단 그룹에 기인한다.(음전하를 띤 세포막과 양전하를 띤 덴드리머 표면 사이의 상호작용) 일반적으로 아민 말단 PAMAM 및 PPI 덴드리머는 농도 의존적 동성 및 용혈을 보이는 반면 중성 또는 음이온 말단 덴드리머는 상대적으로 적은 독성 및 용혈을 보였다.  양이온 PAMAM 덴드리머의 경구 독성은 각 세대에 따라 증가하지만, PPI 덴드리머는 이러한 독성 패턴을 따르지 않는다. 하지만 양이온 덴드리머의 독성은 음전하 또는 중성기를 가진 주변부의 부분적 또는 완전한 변형을 통해 극복할 수 있다. 변형은 양이온 말단 그룹의 마스킹(masking)으로 당화, PEG화가 있다.
주변전하
덴드리머의 말단기는 양전하, 음전하, 중성 전하를 가질 수 있다. PPI, PAMAM 등과 같은 양이온 덴드리머는 음전하를 띤 DNA와 복합체를 형성할 수 있기 때문에 덴드리머를 유전자 운반체로 적용하는데 중요한 역할을 할 수 있다. 또한 음전하를 띤 세포막과 양전하를 띤 덴드리머 표면 사이의 상호작용으로 세포 내 약물 전달을 위한 덴드리머의 적용 가능성을 유도하고 세포독성, 용혈 등을 포함한 독성으로도 이어진다. 덴드리머는 단단한 접합부의 개방을 통한 측세포와 내포작용에 의해 매개되는 세포간 경로의 두 가지 방법으로 운반되는 것으로 밝혀졌다.
덴드리머-막 상호작용
음전하를 띤 세포막과 양전하를 띤 높은세대의 덴드리머의 상호작용은 나노수준의 구멍 형성과 세포 용해를 일으킨다. (여기서의 세포막은 살아있는 세포막뿐만 아니라 생물학적 막을 포함한다.) 세대별 상호작용의 열량 분석 결과로 덴드리머의 존재는 주 전이 엔탈피와 상 전이 온도 값에 상당한 변화를 기여하는 것으로 변화율은 농도 의존인 것으로 밝혀졌고 지질-덴드리머 복합체의 유동성은 덴드리머/지질 몰비에 비례한다. 여기서 낮은 세대의 양이온 덴드리머는 온전함에 영향을 주지 않고 생물학적 막과 정전기적으로 상호작용하지만, 높은 밀도의 양이온 전하를 가진 높은 세대의 덴드리머는 막과 상호작용하여 나노홀의 형성을 유도하고 독성에 세포사망을 이끈다.
말단기와 독성
덴드리머는 다양한 세포 및 세포 구성 요소와 비특이적으로 상호작용하여 독성을 나타낼 수 있다. PAMAM, PPI와 같은 양이온 덴드리머는 투약용량에 의존적인 방식으로 독성을 보였지만 설폰화, 카르복실화, 포스포네이트와 같은 음전하를 띠는 덴드리머나 폴리(산화 에틸렌), 아세틸, 카르복실, 만노스, 갈락토스 말단기와 같은 중성 덴드리머는 양에 비해 독성이 적게 나타났다.
약물 동역학
고분자의 약물 동역학은 주로 해부학적, 생리학적 특성, 고분자의 물리화학적 특성 그리고 고분자의 생물학적 성분과의 상호작용에 의존하는데 특정 조직-고분자 흡수에서 중요한 역할을 하는 요인은 모세관 투과성, 장기 혈류 및 고분자의 특성이다. 덴드리머의 경우 비경구 투여가 주로 활용되어 장과 피부를 포함한 다양한 상피 장벽을 넘어 덴드리머가 흡수될 수 있다는 가능성을 보인다. 덴드리머는 건강한 방관자 세포에 대한 독성 영향을 방지하기 위해 표적 조직에 약물을 전달하는 방법으로 개발되고있다. 덴드리머의 약물 동역학 활용에서 초기에는 빠른 배설이 관찰되었지만 양이온성 덴드리머의 향상된 세포흡수를 활용하여 발전하고 있다.

## 덴드리머의 예시
덴드리머의 예시로는 PAMAM 덴드리머, PPI 덴드리머 Liquid crystalline 덴드리머, Core shell 덴드리머, 카이랄 덴드리머, 펩타이드 덴드리머, 글리코 덴드리머 등이 있다.

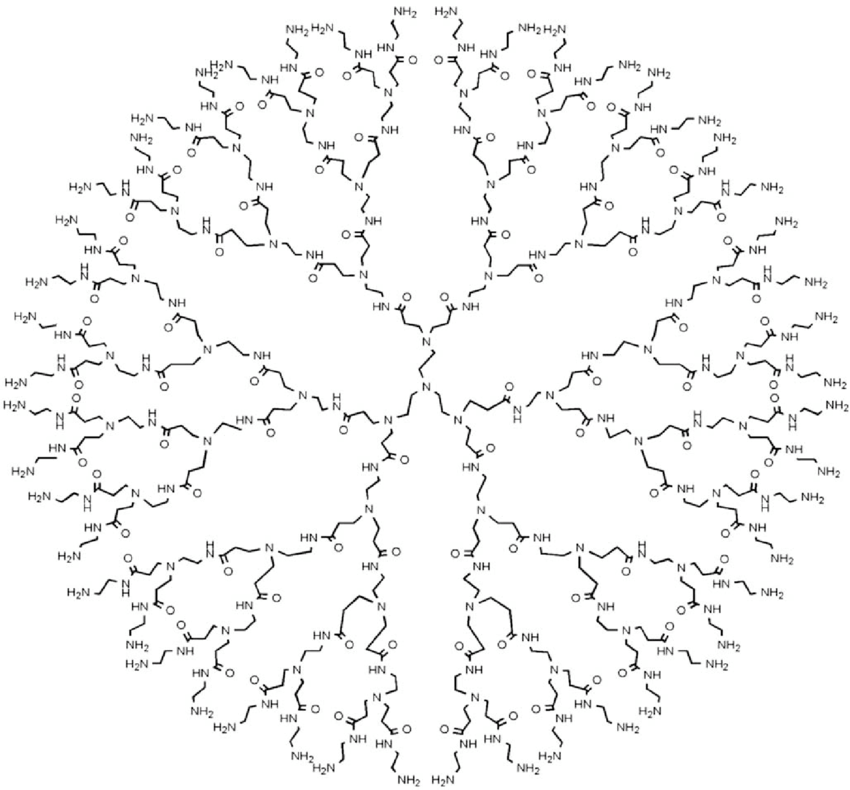
PAMAM 덴드리머
완벽하게 조사되어 널리 주목받은 최초의 수지상 구조물이다. PAMAM 덴드리머는 암모니아 또는 에틸렌디아민 개시제 코어 시약으로부터 시작되는 발산 방법에 의해 합성된다. 5.0~10.0G PAMAM 덴드리머의 다분산지수는 1.08미만이며 이는 각 세대마다 입자 크기 분포가 매우 균일하다는 것을 의미한다. PAMAM 덴드리머는 표면에 양전하가 존재하기 때문에 DNA의 축합 후 형질주입이 가능하다.

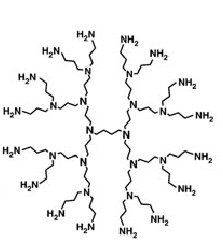
PPI 덴드리머
PPI 덴드리머는 주로 발산형 방법에 의해 합성되는 아민 말단의 가지가 많은 고분자이다. PPI 덴드리머는 1차 아민의 질소 그리고 3차 아민의 질소인 2가지 종류의 질소 원자를 포함한다. (3차 질소는 pKa가 6~9 정도고 1차 질소 원소는 pKa가 10정도이다.) PPI 덴드리머는 1차 아민에 아크릴론나이트릴(acrylonitrile)을 이중 Micheal로 첨가한 후 나이트릴의 이종 촉매 수소화를 반복하여 분산 접근법에 의해 합성된다. (이러한 반복적인 반응은 1차 아민의 수를 두배로 증가시킨다.) PPI 덴드리머는 1,4-다이아미노뷰테인(1,4-diaminobutane)을 코어로 사용된다. 다양한 1차 또는 2차 아민기를 가지는 분자들이 덴드리머 합성의 핵심으로 사용될 수 있다.

## 덴드리머의 합성

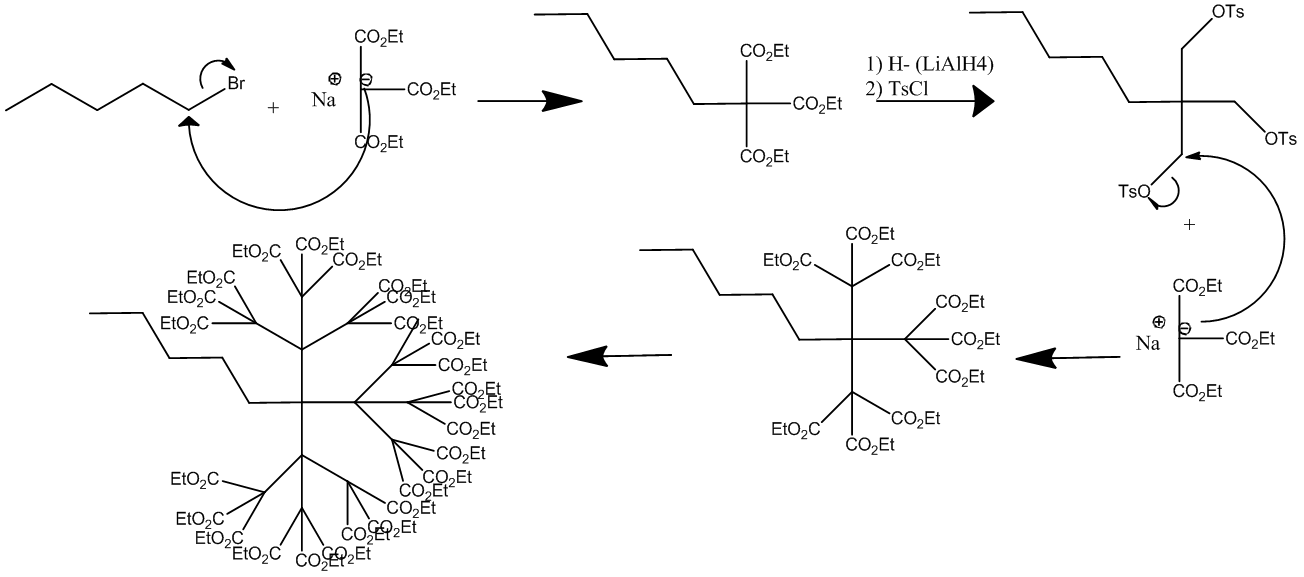
2세대 알보롤에 대한 합성

최초의 덴드리머 중 하나인 Newkome 덴드리머는 1985년에 합성되었다. 이 고분자는 보통 알보롤(arborol)이라는 이름으로도 알려져 있다. 이 그림은 알보롤의 처음 2세대가 발산 경로를 통해 형성되는 구조를 개략적으로 나타낸 것이다(아래 설명). 합성은 다이메틸포름아마이드와 벤젠에서 트라이 에틸 소듐메테인 트라이카복실레이트(triethyl sodiomethanetricarboxylate)에 의한 1-브로모펜테인(1-bromopentane)의 친핵성 치환에 의해 시작된다. 에스테르기(ester group)는 탈보호 단계에서 리튬 알루미늄 하이드라이드(lithium aluminium hydride)에 의해 트라이올(triol)로 환원되었다. 사슬 말단의 활성화는 알코올기(alocohol group)를 토실 클로라이드(tosyl chlroride) 및 피리딘(pyridine)으로 토실레이트기(tosylate group)로 전환함으로써 달성되었다. 토실기(tosyl group)는 이후 트라이카복실산염(tricarboxylate)과 다른 반응에서 이탈기 역할을 하여 2세대를 형성한다. 두 단계를 더 반복하면 더 높은 세대의 알보롤(arborol)이 발생한다.
덴드리머의 합성은 다양한 방법으로 이루어질 수 있다. 이들의 기본 전략은 크게 발산 방법과 수렴 방법으로 나눌 수 있다. 그리고 이 보완적인 두 방법의 가장 큰 차이는 덴드리머의 성장 방향이다. 발산의 경우, 코어에서 밖으로, 수렴의 경우, 밖에서 코어로 합성된다. 지난 20년 동안, 몇몇 그룹들은 새롭고 더욱 신뢰할 수 있고 단순한 합성법의 개발에 크게 기여했으며 이는 시간과 비용이 적게 들고 수율이 높은 덴드리머의 합성이 가능하게 했다.

### 발산 방법

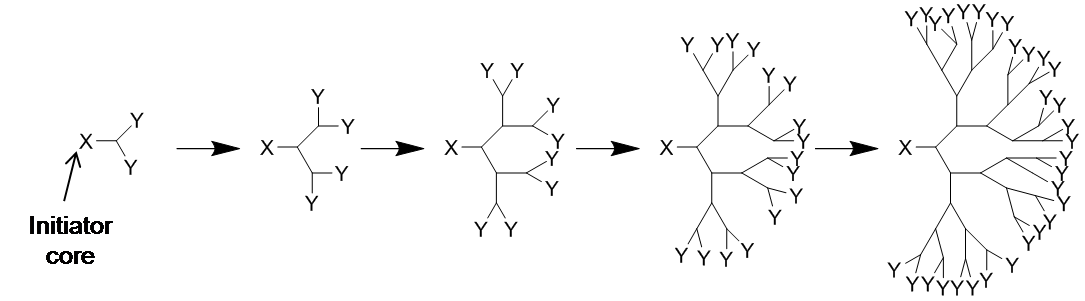
덴드리머의 발산 합성 도식

발산 방법에 따른 덴드리머의 합성은 작용기가 다양한 코어 분자 Bn(n≥ 2)에서 시작하여 단계적으로 진행되며, 다음 덴드리머 세대는 단량체의 순차적 부착을 통해 생성된다. 사용되는 단량체는 ABn형(n ≥ 2)이며, 여기서 A와 B는 두 종류의 작용기를 나타낸다. 덴드리머의 성장을 조절하기 위해 ABn 단량체의 A 작용기는 반응기이고 B 작용기는 비활성화/보호된다. 단량체를 기질 분자(코어 또는 성장하고 있는 덴드리머)에 부착시키는 것은 단량체의 A 작용기와 기질의 활성화된 B 작용기 사이의 화학적 결합 형성에 의해 진행된다. B 작용기들의 활성화는 두 번째 분자와 결합하거나 보호기를 제거함으로써 수행된다. 가장 일반적으로 사용되는 단량체는 AB2 구조의 작용기를 세 개 갖는 단량체이다. 이러한 단량체들을 코어(일반적으로 작용기 2개, 3개, 4개를 갖는 코어)에 결합시킨 후, 1세대 덴드리머를 얻는다. 1세대 덴드리머에서 B 작용기의 활성화와 새로운 단량체 세트와의 결합에 의존하는 다음 두 단계는 2세대 덴드리머로 이어진다. 이 두 단계의 반복에 의해, 원하는 더 높은 세대의 덴드리머를 생성한다.

#### 발산 방법 합성의 예

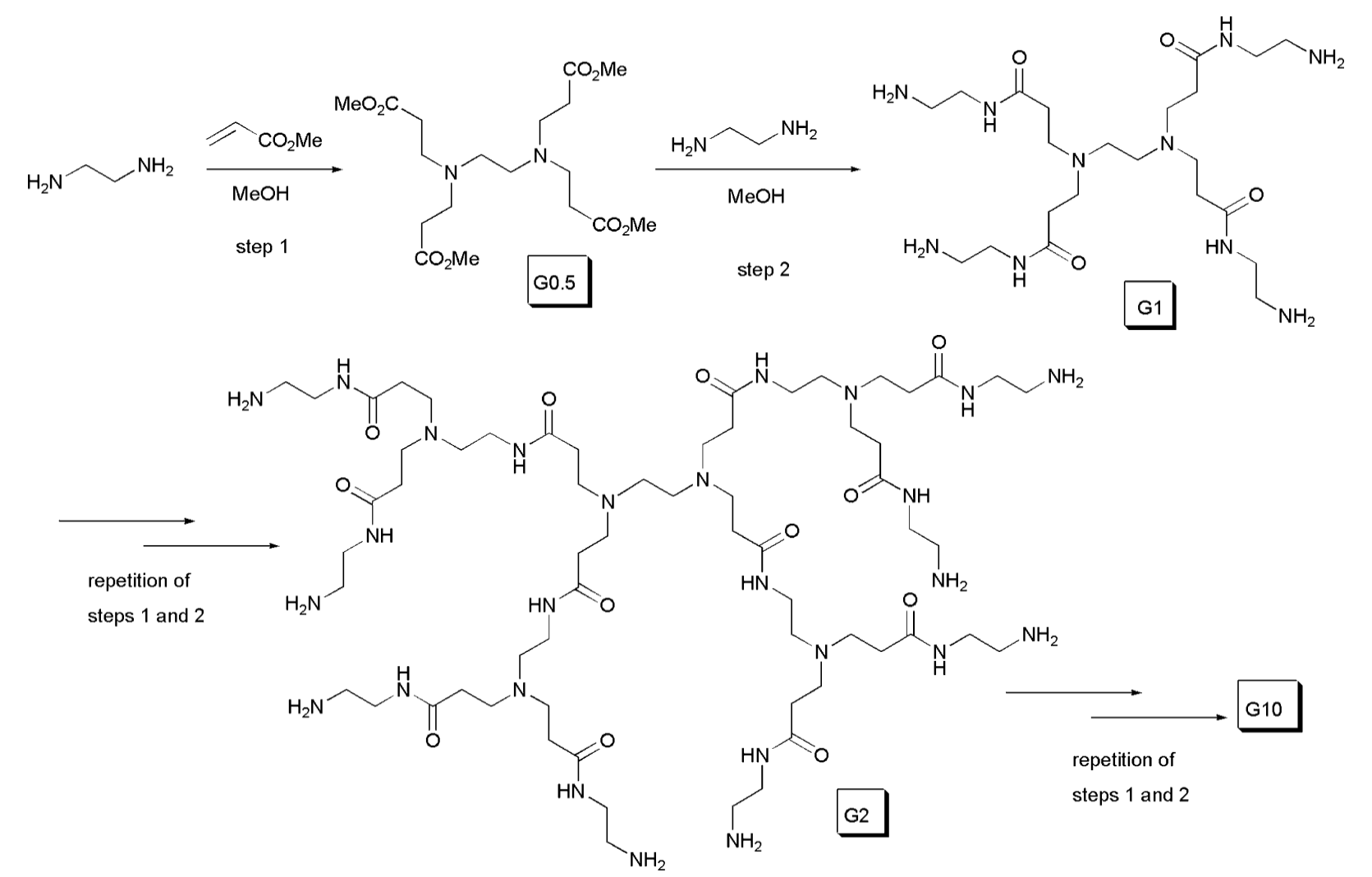
PAMAM 덴드리머 합성

발산 방법을 사용하여 합성된 덴드리머로 잘 알려진 예는 PAMAM(poly(amidoamine)) 덴드리머이다. 에틸렌 다이아민(ethylenediamine) 코어를 갖는 PAMAM 덴드리머는 Tomalia 등에 의해 합성되었으며, 두 가지 기본 반응의 연속적 반복을 통해 10세대까지 합성했다. 이 때, 연결 반응은 메틸 아크릴레이트의 탄소 이중 결합에 아민이 첨가되는 Michael 첨가 반응을 포함한다. 다음으로 메틸 에스터기는 1,2-다이아미노에테인과 아마이드 교환 반응을 통해 에스터로부터 메탄올을 제거하여 해당 아마이드가 만들어지고, 말단기로 아민 표면기를 남기게 된다. 말단 아민기들은 각각 메틸 아크릴레이트의 두 분자와 반응을 하고 이런 일련의 반응이 반복되어 PAMAM 덴드리머가 만들어진다. PAMAM 덴드리머의 표면에 있는 작용기는 클릭 화학(Click chemistry)에 이상적이며, 이는 많은 잠재적 응용을 야기한다.

#### 발산 방법의 장점
반복 단계의 자동화 가능성 뿐 아니라 어떤 단계에서든 반응을 멈출 수 있기 때문에 다양한 세대의 덴드리머의 라이브러리를 빠르게 만들 수 있다는 것이다. 이러한 이유로, PAMAM 또는 PPI과 같이 시판되는 모든 덴드리머의 합성은 여전히 이 방법을 이용하여 이루어진다. 더욱이, 몰질량이 새로운 세대의 형성과 함께 빠르게 진행되기 때문에 많은 양의 덴드리머를 제조할 수 있다. 또한, 발산 방법의 경우, 덴드리머의 전체 표면을 한 번에 수정하는 것이 매우 용이하다. 덴드리머의 성질은 주로 말단 그룹의 종류에 의해 결정되기 때문에, 마지막 단계에서 표면만 변화시킴으로써 동일한 내부 구조를 가진 덴드리머를 다른 분야(예를 들어 촉매, 약물전달시스템 등)에서 사용할 수 있다. 그러한 유연성과 성질의 다양성은 아래에 설명된 수렴 합성에서는 달성될 수 없다.

#### 발산 방법의 한계
세대수가 증가함에 따라 다음 세대 덴드리머를 합성하기 위해 수행해야 할 반응의 수가 급속히 증가하며, 또한 완벽한 다음 세대의 덴드리머를 불순물로부터 깨끗이 분리해 내기 어려운 단점이 있다. 특히 완벽한 덴드리머 분자와 크기 및 화학 구조가 매우 비슷하지만 새로운 가지 단위의 완전한 세대가 아닌 분자와의 분리가 어렵다. 따라서 이 방법으로 제조된 높은 세대의 덴드리머는 종종 불완전한 구조를 갖고 있는 분자를 일부 포함한다. 이러한 이유로 보다 효과적이고 다양한 접근법이 개발되었다.

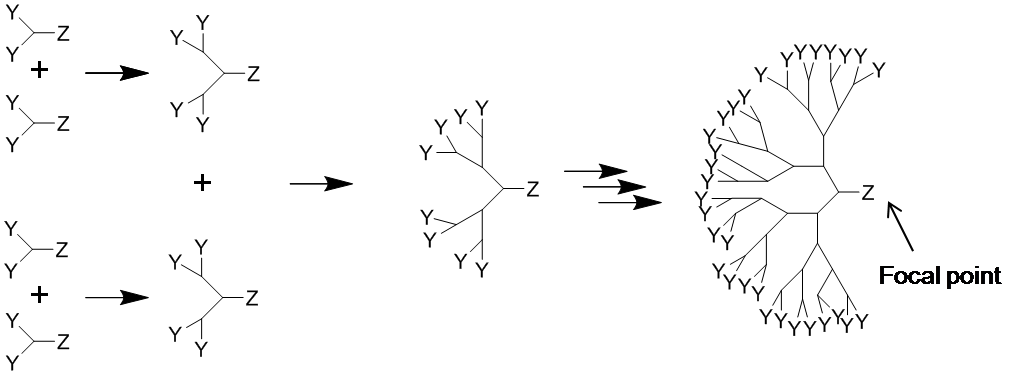
덴드리머의 수렴 합성 도식

### 수렴 방법
수렴 방법은 1989년부터 1990년까지 Hawker와 Frechet이 처음 보고한 것으로 덴드리머 합성의 다른 방법이다. 이 방법에서 덴드론(dendron)이라고 불리는 개별 덴드리머 쐐기(wedge)는 먼저 합성된 다음 다기능 핵심 분자에 결합된다. 덴드론의 합성은 반응성 B-작용기과 비활성화/보호된 A 작용기를 갖는 기존의 AB2 단량체를 사용하여 수행된다. 첫번째 단계에서 단량체는 최종적으로 덴드리머의 주변(외부)을 구성할 화합물과의 반응을 거치게 된다. 가장 일반적으로 핵심 단계는 단량체 B-작용기에 대한 보호 그룹의 도입이다. 이 방법으로 덴드론 1세대가 만들어진다. 다음 두 단계인 덴드론의 초점 작용기의 활성화와 AB2 단량체와 초점 작용기 간의 결합을 통해 덴드론 2세대를 만들어진다. 이 두 단계의 반복은 덴드론 세대의 성장을 초래한다. 덴드리머는 원하는 세대에 도달한 활성화된 덴드론을 다기능 코어 분자에 결합시킴으로써 합성 마지막 단계에서 형성된다.

##### 수렴 방법의 예
수렴 방법에 의해 제조된 덴드리머의 예로는 poly(aryl ether) 덴드리머가 있다. 이들의 합성은 말단

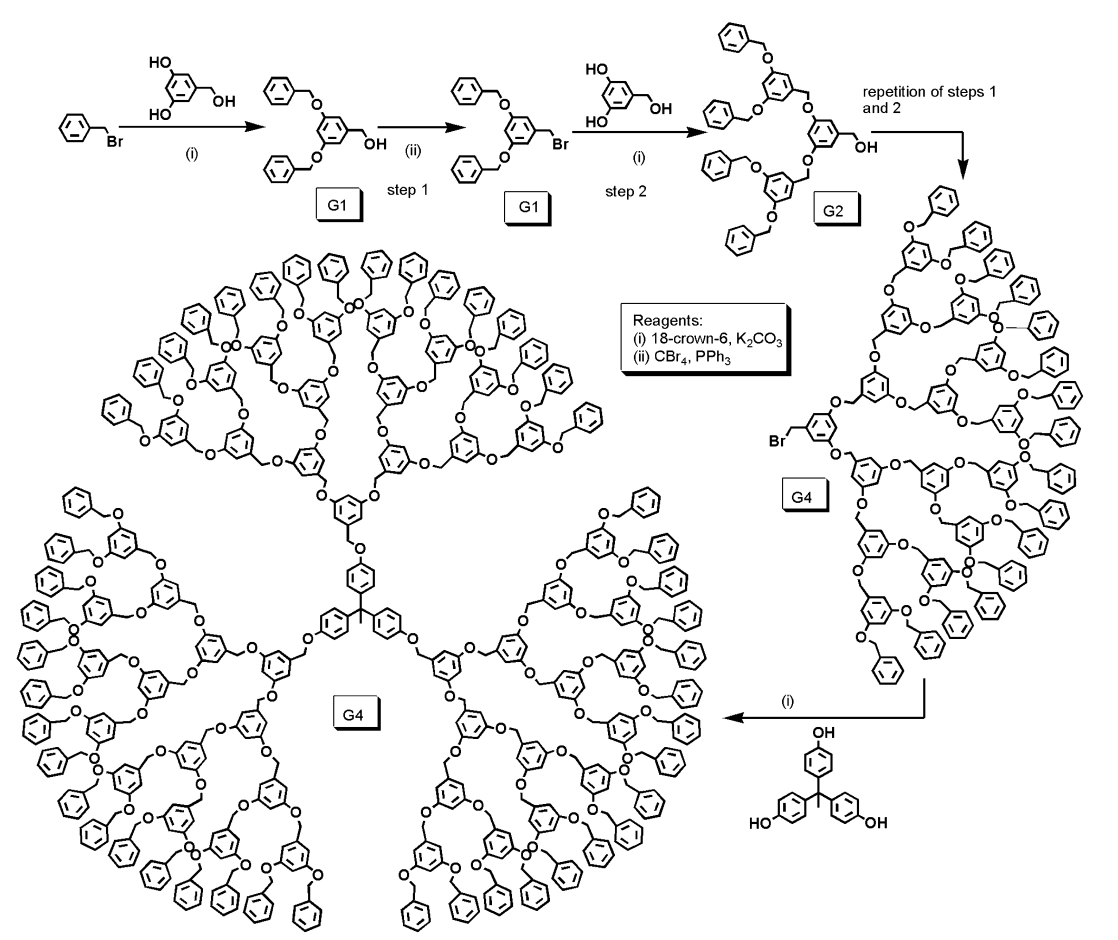
Poly(aryl ether) 덴드리머 합성

부의 구성, 즉 벤질 브로마이드(benzyl bromide)와 3,5-다이하이드록시 벤질 알코올(3,5-dihydroxybenzyl alcohol) 사이의 윌리암슨 에테르화 반응(williamson etherification reaction)로 시작되었다. 생성된 G1 덴드론은 브롬화물에 의한 하이드록시기 치환과 다음 단량체 분자에 대한 결합에 의해 활성화된다. 이 연속 2단계를 2배 반복하여 G4 덴드론을 생성하였고, 마지막 단계에서 G4 덴드론을 3기능 코어에 결합하여 G4 덴드리머를 생성하였다.

#### 수렴 방법의 장점
적은 수의 반응으로 완벽한 차세대 덴드론들을 제조할 수 있으며 생성된 덴드론은 분자 크기에서 많은 차이가 나기 때문에 불순물로부터 더 쉽게 분리된다. 또한 다른 화학 구조 또는 다른 표면기를 가지고 있는 덴드론들을 결합시켜 화학적으로 비대칭인 덴드리머를 합성할 수 있다는 장점이 있다.

##### 수렴 방법의 한계
덴드론 생성의 증가에 따라, 덴드론의 다른 단량체 또는 코어에 대한 결합 반응을 진행하는 초점의 가용성과 반응성이 모두 감소한다. 이러한 이유로 높은 세대에서는 구조적으로 완벽한 덴드론의 생성이 불가능하다. 게다가, 부피가 큰 덴드론은 다기능 코어의 차폐를 유발할 수 있으며, 이는 불완전한 치환으로 이어진다. 결과적으로, 수렴 방법에 의해 저세대 덴드리머(일반적으로 6세대 이하)만 형성될 수 있다.

### 클릭 화학(click chemistry)

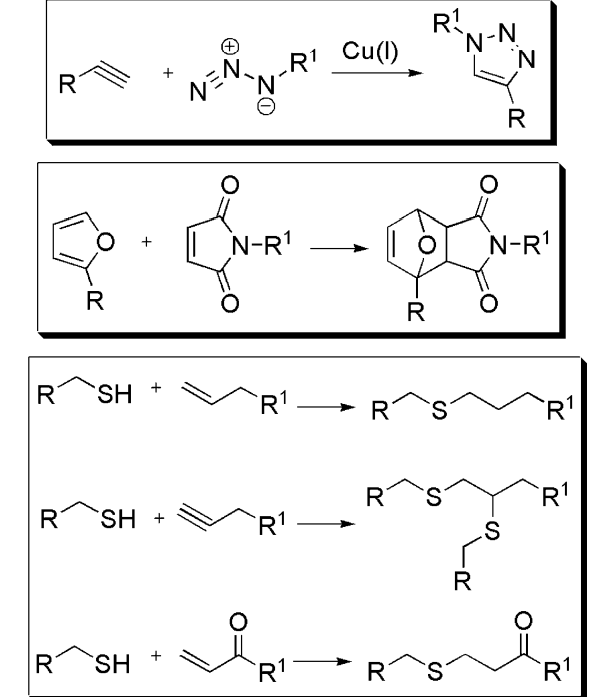
클릭 화학 반응

덴드리머는 클릭 화학(click chemistry)을 통해 제조되었으며, 디엘스-앨더(Diels-Alder) 반응, 싸이올-엔과 싸이올-아인 반응(thiol-ene and thiol-yne), 아자이드-알카인(azide-alkyne) 반응을 사용한다.
덴드리머 합성에 있어서 이 화학을 탐구함으로써 열 수 있는 많은 길이 있다.

## 덴드리머의 응용
덴드리머의 응용은 일반적으로 검출제(예: 염료 분자), 친화성 리간드, 표적 성분, 방사성 리간드, 이미징제 또는 약학적으로 활성화된 화합물로서 기능할 수 있는 다른 화학종을 덴드리머 표면에 결합하는 것을 포함한다. 덴드리머는 구조가 다가 시스템으로 이어질 수 있기 때문에 이러한 응용에 대하여 엄청난 잠재력을 가지고 있다. 다시 말해서, 하나의 덴드리머 분자는 활성 분자와 결합할 수 있는 수백 개의 가능한 부위를 가지고 있다. 연구자들은 전달 덴드리머의 소수성 환경을 이용하여 합성적으로 어려운 생성물을 생성하는 광화학 반응을 수행하는 것을 목표로 했다. 카르복실산과 페놀 말단 수용성 덴드리머가 약물 전달 및 내부 화학 반응의 효용성을 확립하기 위하여 합성되었다.이는 연구자들이 표적 분자와 약물 분자를 같은 덴드리머에 부착시킬 수 있게 할 수 있는데, 이로 인해 건강한 세포에 대한 약물의 부정적인 부작용을 줄일 수 있다.
덴드리머는 가용화제로도 사용될 수 있다. 1980년대 중반에 소개된 이후부터, 이 새로운 종류의 덴드리머 건축은 호스트-게스트 화학의 주요한 후보였다.소수성 중심 및 친수성 외부를 가진 덴드리머는 미셀과 같은 행동을 보이며 용액에서 컨테이너의 특성을 갖는 것으로 나타났다. 덴드리머를 단분자 미셀로 사용하는 것은 1985년 Newkome에 의해 제안되었다. 이러한 유추는 덴드리머가 가용화제로서의 유용성을 강조했다.제약 산업에서 이용할 수 있는 대부분의 약물은 본질적으로 소수성이며, 이 특성은 특히 주된 조제 문제의 원인이 되었다. 약물의 이러한 단점은 덴드리머를 통해 개선될 수 있는데, 이는 물과 광범위한 수소 결합에 참여하는 덴드리머의 능력 때문에 약물의 캡슐화뿐만 아니라 용해에도 사용될 수 있다.덴드리머 연구소는 덴드리머의 가용화 특성을 조작하고, 약물 전달을 위한 덴드리머를 탐색하고, 특정한 운반자 역할을 목표로 삼기위해 개발되고 있다.
덴드리머가 제약 분야에 사용될 수 있으려면 시장에 도달하기 위해 필요한 규제와 같은 장애물을 극복해야 한다. 이를 위해 설계된 것이 폴리에톡시에틸글리시나미드(PEE-G) 덴드리머이다. 이 덴드리머는 높은 HPLC 순도, 안정성, 수용성 및 낮은 고유 독성을 갖도록 설계되고 입증되었다.

### 약물전달
고분자 운반체를 사용하여 변경되지 않은 천연물을 전달하기 위한 접근법이 널리 관심을 끌고 있다. 덴드리머는 소수성 화합물의 캡슐화와 항암제 전달을 위해 연구되어 왔다. 단분산성, 수용성, 캡슐화 능력을 포함하는 덴드리머의 물리적 특성 그리고 다수의 주변 작용기들은 이러한 고분자를 약물 전달체로 적합하도록 만든다.

#### 약물 전달에서 덴드리머 화학적 변형의 역할
체내 적합성을 높이고 위치-특정 표적 약물 전달이 가능하도록 한 광범위한 화학적 변형 때문에 덴드리머는 다용도 약물 전달체로 사용된다. 덴드리머에 약물 부착은 (1) 덴드리머 전구 약물을 형성하는 덴드리머의 외부 표면에 대한 공유 결합 또는 콘쥬게이션, (2) 하전된 외부 작용기에 대한 이온 배위, 또는 (3) 덴드리머 -약물 초분자 조립체를 통한 약물의 미셀(micelle) 유사 캡슐화에 의해 가능하다. 덴드리머 전구 약물 구조의 경우, 원하는 방출 동역학에 따라 약물과 덴드리머의 결합이 직접적이거나 링커(linker) 매개될 수 있다. 이러한 링커는 pH 민감성, 효소 촉매 또는 이황화결합일 수 있다. 덴드리머에 사용할 수 있는 광범위한 말단 작용기는 다양한 유형의 링커 화학을 허용하며, 시스템에 또 다른 조정 가능한 구성 요소를 제공한다. 링커 화학을 위해 고려해야 할 주요 변수는 (1) 표적 부위에 도달한 후 방출 메커니즘, (2) 친유성 약물이 덴드리머로 접히는 것을 방지하기 위한 약물-덴드리머 간격, (3) 약물에 대한 링커 분해성 및 방출 후 추적이다.
1) 폴리에틸렌글리콜(PEG)
폴리에틸렌글리콜(PEG)은 덴드리머의 표면 전하와 순환 시간을 수정하는 일반적인 변형이다. 음이온 전하를 가진 세포막과 상호작용하는 경향이 있는 아민 말단 변형된 덴드리머처럼 표면 전하는 생물학적 시스템과 덴드리머의 상호작용에 영향을 미칠 수 있다. 특정 생체 내 연구에서는 다중 양이온 덴드리머가 막투과화를 통해 세포독성을 나타내는 것을 보였다. 이 현상은 아민기에 PEG화 캡(PEGylation cap)을 추가하여 부분적으로 완화될 수 있어 세포독성과 적혈구 용혈이 감소한다. 한 덴드리머의 PEG화는 PEG 변형이 없는 것에 비해 더 높은 약물 부하, 더 느린 약물 방출, 더 긴 생체 내 순환 시간, 그리고 더 낮은 독성을 초래한다는 연구 결과가 있다.
2) 엽산
덴드리머 생물분포를 변경하고 특정 장기에 대한 표적을 허용하기 위해 수많은 표적화 부분이 사용되어 왔다. 예를 들어, 엽산 수용체는 종양 세포에서 과도하게 발현되므로 화학 요법의 국소적 약물 전달의 유망한 표적이다. PAMAM 덴드리머에 대한 엽산 결합은 암의 쥐 모델에서 메토트렉세이트(Methotrexate)와 같은 화학 치료제의 표적 세포 독성을 유지하면서 표적 독성을 증가시키고 표적 외 독성을 감소시키는 것으로 나타났다.
3) 붕소
세포 표적에 대한 덴드리머의 항체 매개 표적화 또한 표적 약물 전달에 대한 가능성을 보여주었다. 표피 성장인자 수용체(EGFRs)는 종종 뇌종양에서 과도하게 발현되기 때문에, 표피 성장인자 수용체는 위치-특정 약물 전달의 편리한 표적이 된다. 붕소를 암세포에 전달하는 것은 효과적인 중성자 포획 요법에 중요하며 이는 암세포에는 고농도의 붕소를 건강한 세포에는 저농도 붕소를 요구하는 암치료이다. 표피 성장인자 수용체를 표적으로 하는 단일 클론 항체 약물과 결합된 붕소화된 덴드리머는 암세포에 붕소를 성공적으로 전달하기 위해 쥐에 사용되었다.
4) 펩타이드
펩타이드로 나노 입자 덴드리머를 변형하는 것은 또한 공동 배양에서 대장(HCT-116) 암세포를 표적 파괴하는 데 성공했다. 표적화 펩타이드는 부위 또는 세포 특이적 전달을 위해 사용될 수 있으며, 이러한 펩타이드는 덴드리머와 짝을 이룰 때 표적화 특이성이 증가하는 것으로 나타났다. 특히, 덴드리머 나노입자의 독특한 종류인 젬시타빈(gemcitabine)을 탑재한 YIGSR-CMCht/PAMAM은 이러한 암세포에서 표적 사망을 유도한다. 이는 덴드리머와 라미닌(laminin)수용체의 선택적 상호 작용을 통해 수행된다. 펩타이드 덴드리머는 향후 암세포를 정확하게 표적화하고 화학요법제를 전달하기 위해 사용될 수 있다.
5) 만노스
덴드리머의 셀룰러 흡수 메커니즘은 화학적 표적화 변형을 사용하여 조정될 수 있다. 변형되지 않은 PAMAM-G4 덴드리머는 액상 엔도시토시스에 의해 활성화된 소교세포로 흡수된다. 반대로, 하이드록실 PAMAM-G4 덴드리머의 만노스 변형(mannose modification of hydroxyl PAMAM-G4 dendrimer)은 만노스 수용체(CD206) 매개 엔도시토시스로 세포 내 이입 메커니즘을 변경할 수 있었다. 또한, 만노스 변형은 토끼의 신체 나머지 부분의 생물 분포를 바꿀 수 있었다.

#### 약물동태학과 약물동역학
덴드리머는 약물의 약물동태학 및 약물동역학(PK/PD) 프로파일을 완전히 변경할 수 있는 잠재력을 가지고 있다. 운반자로서 PK/PD는 더 이상 약물 자체에 의해 결정되지 않고 덴드리머의 국소화, 약물 방출, 덴드리머 배설에 의해 결정된다. ADME 특성은 다양한 덴드리머 크기, 구조 및 표면 특성에 의해 조정 가능하다. G9 덴드리머는 간과 비장에 매우 많이 분포하는 반면, G6 덴드리머는 더 넓게 분포하는 경향이 있다. 분자량이 증가할수록 소변과 혈장 배출은 감소하는 반면 말단 반감기는 증가한다.

#### 약물전달경로
1) 경구
처방된 치료에 대한 환자의 준수도를 높이기 위해 약물 투여의 다른 경로보다 경구 투여가 선호되는 경우가 많다. 그러나 많은 약물의 경구 생체 이용률은 매우 낮은 경향이 있다. 덴드리머는 경구 투여 약물의 용해도와 안정성을 높이고 장막을 통한 약물 침투율을 증가시키기 위해 사용될 수 있다. 화학요법에 결합된 PAMAM 덴드리머의 생물학적 이용성은 쥐를 대상으로 연구되었으며, 경구 투여된 덴드리머의 약 9%가 순환에서 온전하게 발견되었으며, 내장에서 덴드리머의 분해가 최소화되었다.
2) 정맥
정맥 내 덴드리머 전달은 유전자를 신체의 다양한 장기와 심지어 종양에 전달하는 유전자 벡터로서의 가능성을 보여준다. 한 연구에서는 정맥 주사를 통해 PPI 덴드리머와 유전자 복합체의 결합이 간에서 유전자 발현을 유발한다는 사실을 밝혀냈고, 또 다른 연구에서는 유사한 주사를 맞으면 관찰된 동물에서 종양의 성장이 퇴행하는 것으로 나타났다.
3) 경피
경피 약물 전달의 주요 장애물은 표피이다. 소수성 약물은 피부 기름으로 나뉘기 때문에 피부층을 관통하는 데 매우 어려움을 겪는다. 최근 PAMAM 덴드리머는 친수성을 증가시키기 위해 NSAIDS의 전달 매개체로 사용되어 약물 침투율을 높이고 있다. 이러한 변형은 약물이 피부 장벽을 더 쉽게 침투할 수 있도록 하는 고분자 경피 증진제 역할을 한다.
4) 안구
덴드리머는 또한 약물 전달을 위한 새로운 안구(眼球)의 매개체 역할을 할 수 있으며, 이는 현재 이러한 목적으로 사용되는 중합체와는 다르다. 반담므와 보벡의(Vanndamme and Bobeck) 연구는 두가지 모델 약물에 대한 토끼의 안구 전달 매개체로 PAMAM 덴드리머를 사용했으며, 이 전달의 안구 체류 시간이 비교 가능하고 어떤 경우에는 안구 전달에 사용되는 현재의 생체 접착성 중합체보다 더 큰 것으로 측정했다. 이 결과는 투여된 약물이 자유 약물보다 덴드리머를 통해 전달되었을 때 더 활성화되었고 생물학적 가용성이 증가했음을 나타낸다. 또한 광경화성 약물 용출 덴드리머-히알루론산 하이드로겔(hyaluronic acid hydrogel)은 눈에 직접 바르는 각막 봉합물로 사용되어 왔다. 이러한 하이드로겔 봉합은 기존 봉합물을 능가하고 각막 흉터를 최소화하는 토끼 모델에서 의료기기로서의 효능을 보여주었다.

### 유전자 전달 및 감염

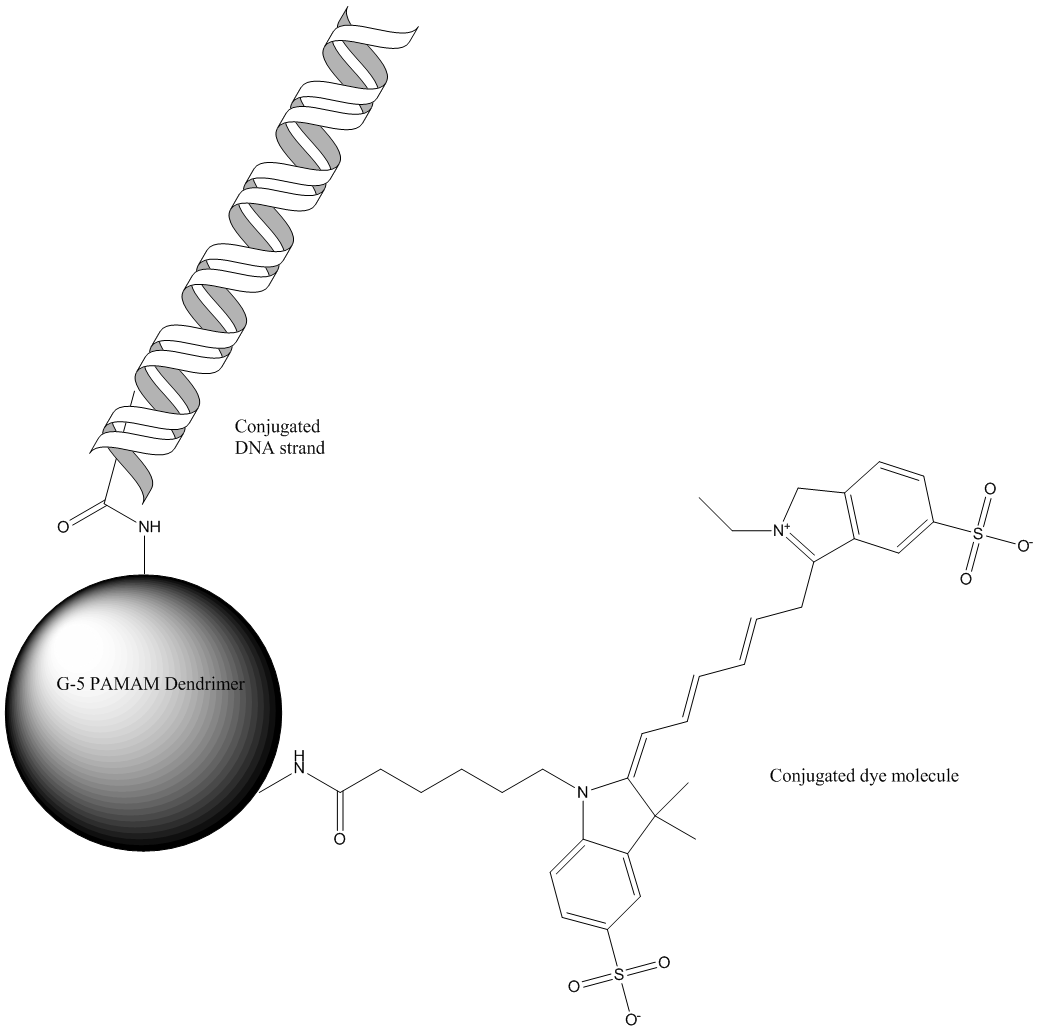
염료 분자와 DNA 가닥에 공역된 G-5 PAMAM 덴드리머의 계획도

DNA 조각을 세포의 필요한 부분으로 전달하는 능력을 위해서는 많은 어려움을 극복해야한다. DNA를 손상시키거나 비활성화시키지 않고 덴드리머를 사용하여 유전자를 세포로 운반하는 방법을 찾기 위해 현재 연구가 수행되고 있다. 탈수 시 DNA의 활성을 유지하기 위해, 덴드리머/DNA 복합체를 수용성 고분자에 봉입한 후, 분해 속도가 빠른 기능성 고분자 필름에 증착 또는 사이에 끼워 넣어서 유전자 전이를 일으키게 하였다. 이 방법을 기반으로 PAMAM 덴드리머/DNA 복합체를 사용하여 기질 매개 유전자 전달을 위한 기능성 생분해성 고분자 필름을 캡슐화하였다. 고속 분해 기능성 고분자는 국소적 감염의 잠재력이 크다는 연구결과가 나왔다.

### 센서
덴드리머는 센서에 응용될 수 있는 잠재성이 있다. 연구된 시스템에는 다른 것들 중에서 폴리(프로필렌이민), 형광 신호 담금질 감지를 위한 황화 카드뮴/폴리프로필레니민 테트라헥사콘타아민 덴드리머 복합체, 그리고 금속 양이온 광검출을 위한 폴리(프로필레나민) 1세대 및 2세대 덴드리머를 이용한 양성자 또는 pH 센서가 포함된다. 이 분야의 연구는 덴드리머 구조의 다중 탐지 및 결합 부위의 가능성으로 인해 광범위하고 진행 중이다.

### 나노 입자
덴드리머는 또한 단분산 금속 나노입자의 합성에도 사용된다. 덴드리머는 또한 단분산 금속 나노입자의 합성에도 사용된다. 폴리(아미도아미드) 또는 PAMAM은 덴드리머 내의 분기점에서 3차 아민기를 위해 사용된다. 금속 이온은 덴드리머 수용액에 도입되고 금속 이온은 3차 아민에 존재하는 비공유전자쌍과 복합체를 형성한다. 복합화 후, 이온은 0가 상태로 환원되어 덴드리머 내에 봉입된 나노입자를 형성한다. 이러한 나노입자는 1.5 나노미터에서 10 나노미터의 폭을 가지며 캡슐화된 덴드리머 나노입자라고 불린다.

### 기타 응용
현대 농업에서 살충제, 제초제, 살충제의 광범위한 사용을 고려할 때 더 건강한 식물 성장을 가능하게 하고 식물 질병과 싸우는 것을 돕기 위해 농약 전달을 개선하기 위해 여러 회사들이 덴드리머를 사용하고 있다.
덴드리머는 또한 혈액 대용품으로 사용하기 위해 연구되고 있다. 헴-모방 중심을 둘러싼 입체적 부피는 자유 헴에 비해 열화를 현저하게 늦추고, 자유 헴에 의해 나타나는 세포독성을 방지한다. 덴드리머 기능성 고분자 폴리아미도아민(PAMAM)은 마이크로캡슐과 같은 코어 쉘 구조를 제조하는 데 사용되며, 기존 및 재생 가능한 근원의 자가 치유 코팅의 공식화에 활용된다. 수지상 기능성 고분자 폴리아미도아민(PAMAM)은 코어 쉘 구조, 즉 마이크로캡슐을 제조하는 데 사용되며 기존 및 재생 가능 기원의 자가 치유 코팅의 공식화에 활용된다.

## 임상시험
호주의 제약회사인 스타파마(Starpharma)는 이미 사용이 승인됐거나 임상시험 단계에 있는 여러 제품을 보유하고 있다. 아스토드리머 나트륨(astodrimer sodium)으로도 알려진 PL7013(SPL7013)은 현재 유럽, 동남아시아, 일본, 캐나다 및 호주에서 세균성 질염을 치료하고 HIV, HPV, HSV의 확산을 방지하도록 현재 승인된 스타파마의 비바겔(VivaGel) 약품 라인에 사용되는 초곁사슬 고분자(hyperbranched polymer)이다. SPL7013의 광범위한 항바이러스 작용으로 인해, 이 회사는 최근 사스-CoV-2를 치료할 수 있는 잠재적 약물로 테스트했다. 이 회사는 예비 시험관 연구에서 세포에서 사스-CoV-2 감염을 예방하는 데 높은 효능을 보인다고 밝혔다.